# Les Traditions de la famille
Pour plus de détails, voir Fiche technique et Distribution.
Les Traditions de la famille (Familjens traditioner) est un film suédois muet réalisé par Rune Carlsten, sorti en 1920. 
Ce film est l'adaptation au cinéma de la pièce d'Einar Fröberg intitulée Disciplin.

## Fiche technique
- Titre original : Familjens traditioner
- Titre international : Family Traditions
- Réalisation : Rune Carlsten
- Scénario : Sam Ask, Rune Carlsten d'après la pièce de théâtre Disciplin d'Einar Fröberg
- Cinématographie : Raoul Reynols
- Direction artistique : Vilhelm Bryde
- Sociétés de production : Svensk Filmindustri
- Pays d'origine :  Suède
- Durée : 87 minutes
- Format : Noir et blanc - 35 mm - 1,33:1 - Muet
- Date de sortie : Suède : 6 décembre 1920

## Distribution
- Sven Bergvall
- Carl Browallius
- Hilda Castegren
- Gösta Ekman
- John Ekman
- Mary Johnson
- Richard Lundin
- Hjalmar Selander
- Tora Teje